# جزر سوندا الصغرى

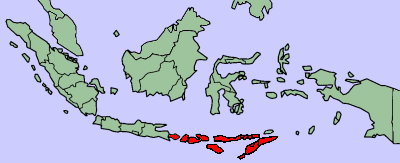
جزر سوندا الصغرى

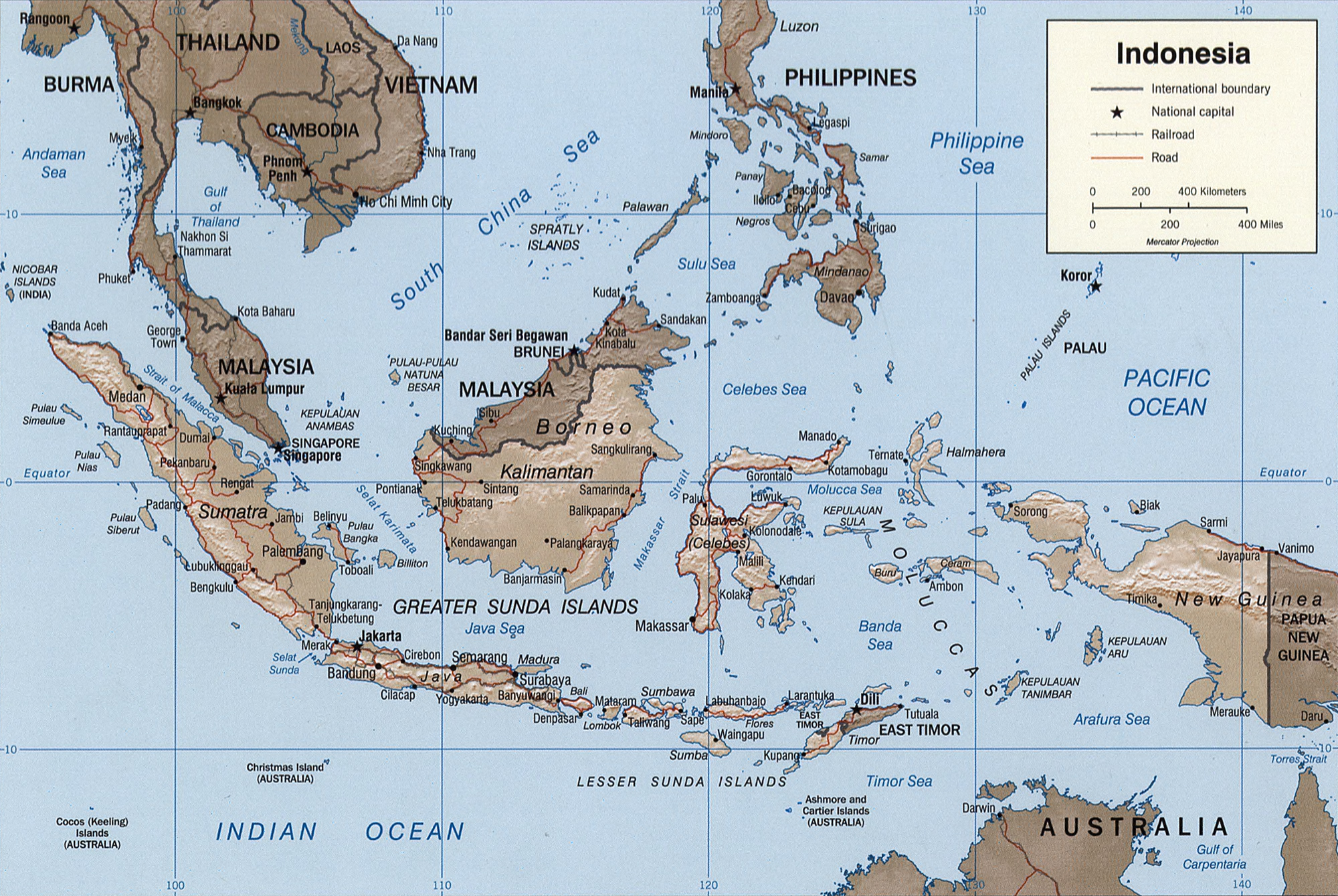
أرغبيل الملايو

جزر سوندا الصغرى وتمسى أيضا (نوسا تنقارا) هي عبارة عن مجموعة من الجزر تشكل مع كل وجزر سوندا الكبرى جزر سوندا. جزر سوندا بدورها مع الفلبين وجزيرة مالوكو تشكل أرخبيل الملايو حيث تقع جزر سوندا الصغرى في جنوب-وسط أرخبيل الملايو
سياسيا على جزر سوندا الصغرى إندونيسيا وتيمور الشرقية
- جزر سوندا الصغرى، من الغرب للشرق
  - بالي
  - لومبوك
  - سومباوا
  - فلوريس
  - سومبا
  - تيمور
  - أرخبيل ألور
  - جزر بارات دايا
  - جزر تينيمبار

## أقسام إدارية
تنقسم جزر سوندا الصغرى إلى عدة أقسام إدارية، وهي:
- بالي
- نوسا تنقارا الغربية
- نوسا تنقارا الشرقية